# Sistema AB0

Sistema AB0

Il sistema AB0 (o anche ABO) è il più importante tra i sistemi di gruppi sanguigni umani in ambito trasfusionale, e viene utilizzato per indicare la presenza di uno, nessuno o entrambi gli antigeni A e B sugli eritrociti. I gruppi sanguigni AB0 sono presenti nell'uomo ed in alcuni altri animali come roditori e scimmie, tra cui scimpanzé, bonobo e gorilla.
Una mancata corrispondenza di gruppo sanguigno (molto rara nella medicina moderna) può causare una reazione trasfusionale potenzialmente fatale, o una risposta immunitaria indesiderata dopo un trapianto di organi.
Gli anticorpi anti-A e anti-B associati sono generalmente anticorpi IgM, prodotti nei primi anni di vita mediante sensibilizzazione a sostanze ambientali come cibo, batteri e virus.
Il sistema AB0 è correlato variamente anche al rischio di trombosi, mostrando una maggior incidenza di questa per i gruppi A e B.

## Storia
I gruppi sanguigni AB0 furono scoperti per la prima volta da un medico austriaco, Karl Landsteiner, che lavorava presso l'Istituto di Anatomia Patologica dell'Università di Vienna (ora Università medica di Vienna).
Nel 1900, ha scoperto che i sieri di persone diverse si agglutinano se miscelati in provette e che parte del sangue umano viene anche agglutinato dal sangue animale.
Egli scrisse:
Resta da vedere se questo aspetto è correlato a differenze innate tra individui o è il risultato di alcuni danni di tipo batterico.»
Questa è stata la prima prova dell'esistenza di differenze nel sangue umano: si credeva che tutti gli esseri umani avessero sangue simile.
L'anno successivo, nel 1901, fece l'osservazione che il siero di un individuo si sarebbe agglutinato solo con quelli di alcuni altri individui. Nelle sue ricerche, chiamò le interazioni specifiche dei gruppi sanguigni "isoagglutinazione" e introdusse il concetto di agglutinine (anticorpi), che è la base effettiva della reazione antigene-anticorpo nel sistema AB0. Sulla base di ciò classificò il sangue umano in tre gruppi: gruppo A, gruppo B e gruppo C. Definì che il gruppo A agglutina con il gruppo B, ma mai con se stesso. Allo stesso modo, il sangue del gruppo B agglutina con il gruppo A. Il sangue del gruppo C è diverso in quanto agglutina sia con A che con B.
Landsteiner scoprì dunque due antigeni (agglutinogeni A e B) e due anticorpi (agglutinine: anti-A e anti-B). Il terzo gruppo (C) indicava l'assenza di antigeni A e B, ma conteneva agglutinine anti-A e anti-B. Questa fu la scoperta dei gruppi sanguigni con cui Landsteiner ricevette il premio Nobel per la fisiologia o la medicina nel 1930. Scrisse:
L'anno seguente, i suoi studenti Adriano Sturli e Alfred von Decastello scoprirono il quarto gruppo, ma non gli diedero un nome, lo chiamarono semplicemente "nessun gruppo particolare".
Nel 1910, Ludwik Hirszfeld ed Emil Freiherr von Dungern introdussero il termine 0 (zero) per il gruppo designato come C da Landsteiner, e AB per il gruppo scoperto da Sturli e von Decastello. Furono anche i primi a spiegare l'eredità genetica dei gruppi sanguigni. Durante la prima guerra mondiale, Hirszfeld e sua moglie scrissero opere sulla siero-antropologia, che evidenziarono scoperte fondamentali sulla composizione razziale dei popoli recenti e antichi. Secondo la sua cosiddetta "teoria delle Pleiadi" dei gruppi sanguigni, gli altri gruppi probabilmente si sono sviluppati dall'arcaico gruppo 0 nel corso dell'evoluzione.

### Gli standard sulla nomenclatura
| Landsteiner (1901) | Sturli / von Decastello (1902) | Janský (1907) | Moss (1910) | Hirszfeld / von Dungern (1910) | Landsteiner (1927) |
| ------------------ | ------------------------------ | ------------- | ----------- | ------------------------------ | ------------------ |
| A                  | A                              | II            | II          | A                              | A                  |
| B                  | B                              | III           | III         | B                              | B                  |
| C                  | C                              | I             | IV          | 0                              | 0                  |
|                    | "Nessun gruppo particolare"    | IV            | I           | AB                             | AB                 |

Il ceco Jan Janský introdusse in modo indipendente una classificazione dei gruppi sanguigni nel 1907 in una rivista locale: egli usò i numeri romani I, II, III e IV per indicare rispettivamente 0, A, B, AB.
All'insaputa di Janský, anche un medico americano, William L. Moss, elaborò una classificazione leggermente diversa usando gli stessi numeri; i suoi I, II, III e IV corrispondevano ai moderni AB, A, B e 0.
Questi due sistemi creavano confusione e potenziali pericoli nella pratica medica. Il sistema di Moss fu adottato in Gran Bretagna, Francia e Stati Uniti, mentre quello di Janský era preferito nella maggior parte dei paesi europei e in alcune zone degli Stati Uniti. Per risolvere le contraddizioni, l'American Association of Immunologists, la Society of American Bacteriologists e l'Associazione dei Patologi e Batteriologi nel 1921 formularono una raccomandazione congiunta che suggeriva di adottare la nomenclatura di Janský, ma non fu seguita in particolare nelle zone dove si utilizzava il sistema di Moss.
Nel 1927, Landsteiner, che si era trasferito al Rockefeller Institute for Medical Research di New York, e come membro di un comitato del National Research Council, suggerì di sostituire i sistemi di Janský e Moss con le lettere 0, A, B e AB (in pratica, la nomenclatura di Hirszfeld e von Dungern). Questa classificazione fu adottata dal Consiglio Nazionale delle Ricerche e divenne nota come "classificazione del Consiglio Nazionale delle Ricerche", o "classificazione internazionale", o la "nuova" classificazione Landsteiner. Il nuovo sistema fu gradualmente accettato e all'inizio degli anni Cinquanta fu seguito universalmente.
Nell'ex-URSS, Europa orientale e alcune zone dell'Europa centro-orientale i gruppi sanguigni sono però a volte ancora indicati usando i numeri romani secondo Janský, secondo la raccomandazione del 1921.

## I gruppi e sottogruppi
Il sistema dei gruppi sanguigni AB0 coinvolge due antigeni e due anticorpi del sangue: gli antigeni sono presenti sui globuli rossi, e gli anticorpi nel siero.
I due antigeni sono l'antigene A e l'antigene B; i due anticorpi sono l'anti-A e l'anti-B.
Per quanto riguarda le proprietà degli antigeni, tutti gli esseri umani possono essere divisi in 4 gruppi: quelli con l'antigene A (gruppo A), quelli con l'antigene B (gruppo B), quelli con entrambi l'antigene A e B (gruppo AB) e quelli senza alcun antigene (gruppo 0).
Gli anticorpi presenti insieme agli antigeni si trovano come segue:
- Antigene A con anticorpo anti-B
- Antigene B con anticorpo anti-A
- Antigeni A e B senza anticorpi
- Antigene nullo (gruppo 0) con anticorpi anti-A e anti-B

Avviene una reazione di agglutinazione tra antigene e anticorpo simili (ad esempio, l'antigene A agglutina l'anticorpo anti-A e l'antigene B agglutina l'anticorpo anti-B). Pertanto, una trasfusione può essere considerata sicura quando il siero del ricevente non contenga anticorpi contro gli antigeni delle emazie del donatore.
I 4 gruppi sanguigni del sistema AB0 sono:
| Gruppo | Residuo caratteristico            | Anticorpi presenti | Genotipo   |
| ------ | --------------------------------- | ------------------ | ---------- |
| 0      | -                                 | Anti-A; Anti-B     | ii         |
| A      | N-acetilgalattosamina             | Anti-B             | IAi o IAIA |
| B      | galattosio                        | Anti-A             | IBi o IBIB |
| AB     | N-acetilgalattosamina; galattosio | -                  | IAIB       |

Il gruppo sanguigno A contiene circa 20 sottogruppi, di cui A1 e A2 sono i più comuni (oltre il 99%). A1 costituisce circa l'80% di tutto il sangue di tipo A, mentre A2 costituisce più del 19%.
Questi due sottogruppi non sono sempre equivalenti in ambito trasfusionale, poiché alcuni individui A2 producono anticorpi contro l'antigene A1.

## Biochimica

Struttura degli antigeni A, B, 0 e del fenotipo Bombay.

Winifred Watkins e W. T. J. Morgan, in Inghilterra, scoprirono che gli epitopi AB0 erano conferiti da zuccheri: per essere specifici, N-acetilgalattosamina per il gruppo A e galattosio per il gruppo B.
Dopo molte pubblicazioni che affermavano che i residui erano tutti attaccati a glicosfingolipidi, Jukka Finne a fine anni Settanta scoprì che le glicoproteine eritrocitarie umane contengono catene di polilattosamina che contengono i residui ABH attaccati e rappresentano la maggior parte degli antigeni.
La biosintesi degli antigeni A e B coinvolge una serie di enzimi che trasferiscono monosaccaridi (glicosiltransferasi). Gli antigeni risultanti sono catene di oligosaccaridi, che sono attaccate ai lipidi e alle proteine ancorate alla membrana dei globuli rossi. Le principali glicoproteine che legano gli antigeni ABH sono state identificate come le proteine di Banda 3 e Banda 4.5 e la glicoforina.
La funzione dell'antigene H, oltre ad essere un substrato intermedio nella sintesi degli antigeni del gruppo sanguigno AB0, non è nota, sebbene possa essere coinvolta nell'adesione cellulare. Le persone che mancano dell'antigene H non mostrano patologie, ed essere carenti di H è un problema solo nel caso di una trasfusione di globuli rossi, perché avrebbero bisogno di sangue senza l'antigene H.
La specificità dell'antigene H è determinata da sequenze di oligosaccaridi; più specificamente, il requisito di antigenicità dell'H è il disaccaride terminale fucosio-galattosio, in cui il fucosio ha un legame alfa(1-2). Questo antigene è prodotto da una specifica fucosiltransferasi (galattoside 2-alfa-L-fucosiltransferasi) che catalizza il passaggio finale nella sintesi della molecola.
A seconda del gruppo sanguigno, l'antigene H viene convertito in antigene A, antigene B, o entrambi, oppure se una persona ha sangue di gruppo 0, l'antigene H rimane non modificato. Pertanto, l'antigene H è più presente nel gruppo sanguigno 0 e meno nel gruppo sanguigno AB.
Due regioni del genoma codificano due enzimi per il substrato molto simili, strettamente collegate e distanti solo 35 kb; poiché sono altamente omologhe, è probabile che siano il risultato di una duplicazione di un antenato genico comune. Il locus H (FUT1) codifica la fucosiltransferasi e il locus Se (FUT2) codifica indirettamente una forma solubile dell'antigene H, che si trova nelle secrezioni corporee. Entrambi i geni sono presenti sul cromosoma 19 in q.13.3.
Gli individui "secretori" (Se/Se o Se/se) hanno almeno una copia di un enzima funzionante e producono una forma solubile di antigene H che si trova nella saliva e in altri fluidi corporei; i "non-secretori" (se/se) non producono antigene H solubile.
Il locus H contiene quattro esoni che coprono più di 8 kb di DNA genomico; deve essere presente almeno una copia funzionante di FUT1 (H/H o H/h) affinché l'antigene H sia prodotto sui globuli rossi. Se entrambe le copie di FUT1 sono inattive (h/h), ne risulta il fenotipo Bombay.
L'enzima codificato da FUT2 è anche coinvolto nella sintesi di antigeni del gruppo sanguigno di Lewis.

### Il fenotipo Bombay
Si può verificare, in casi rari e solitamente isolati all'interno di comunità ristrette, un fenotipo 0 nonostante la presenza genotipica dell'allele A o B o di entrambi, definito fenotipo Bombay.
Ciò è spiegabile grazie al fenomeno dell'epistasi, per cui l'espressione di un gene maschera l'espressione di un altro. Il gene "mascherante" o epistatico determina l'inclusione del tetrasaccaride definito "antigene H", base indispensabile per la formazione dell'antigene A e B, mentre il gene "mascherato" è costituito dalle transferasi responsabili della presenza del gruppo A o B; più precisamente il gene codifica per la galattosiltransferasi necessaria per aggiungere il fucosio che trasforma il trisaccaride iniziale nell'antigene H.
Il gene H presenta due alleli in cui quello che codifica per la proteina funzionante è dominante; è necessaria quindi l'omozigosi recessiva per impedire la presenza del tetrasaccaride iniziale e quindi degli antigeni completi.
Il fenotipo Bombay classico è causato da una mutazione Tyr316Ter nella regione codificante di FUT1; la mutazione introduce un codone di stop, portando a un enzima troncato che manca di 50 aminoacidi all'estremità C-terminale, rendendo inattivo l'enzima.

## Ereditarietà genetica
| A                   | B         | 0                           |
| ------------------- | --------- | --------------------------- |
| A101 (A1) A201 (A2) | B101 (B1) | 001 (01) 002 (01v) 003 (02) |

I gruppi sanguigni sono ereditati da entrambi i genitori. Nel 1910-1911 Hirszfeld scoprì l'ereditarietà dei gruppi e con questa scoperta introdusse la diagnosi sierologica per l'esclusione della paternità. Felix Bernstein dimostrò il modello di ereditarietà dei locus allelici per i gruppi sanguigni nel 1924.
Il gruppo sanguigno AB0 è controllato da un singolo gene (il gene AB0), che si trova sul braccio lungo del cromosoma 9 (9q34), con tre tipi di alleli dedotti dalla genetica classica: i, IA e IB. Il gene codifica per una glicosiltransferasi, ovvero un enzima che modifica i carboidrati degli antigeni dei globuli rossi. La designazione I sta per isoagglutinogeno, sinonimo di antigene. L'allele IA indica il gruppo A, IB indica il gruppo B e i il gruppo 0.
Poiché sia IA che IB sono dominanti su i, solo persone con fenotipo ii hanno sangue di gruppo 0. Gli individui con IAIA o IAi hanno sangue di gruppo A e gli individui con IBIB o IBi hanno gruppo B. Le persone IAIB hanno entrambi i fenotipi, perché A e B esprimono una relazione di codominanza, il che significa che i genitori di gruppi A e B possono avere un figlio AB. Una coppia di gruppo A e gruppo B può anche avere un figlio di gruppo 0 se sono entrambi eterozigoti (IBi, IAi).
Con lo sviluppo del sequenziamento del DNA, è stato possibile identificare un numero molto più grande di alleli nel locus AB0, ognuno dei quali può essere classificato come A, B o 0 in termini di reazione alla trasfusione, ma che può essere distinto dalle variazioni nella sequenza del DNA. Esistono sei alleli del gene AB0 frequenti nella popolazione bianca, che contribuiscono alla determinazione del gruppo sanguigno. Sono stati identificati anche 18 alleli rari, che generalmente hanno un'attività di glicosilazione più debole: ad esempio, le persone con alleli deboli di A possono talvolta esprimere anticorpi anti-A, sebbene questi non siano solitamente clinicamente significativi in quanto non interagiscono stabilmente con l'antigene, a temperatura corporea.
Occasionalmente, i gruppi sanguigni dei bambini non sono coerenti con le aspettative: per esempio, un bambino di gruppo 0 può nascere da un genitore AB, a causa di rare situazioni come il fenotipo Bombay e il cis-AB. Quest'ultima è una variante rara in cui i geni A e B sono trasmessi insieme da un singolo genitore.

## Sistema AB0 e malattie
Gli antigeni del gruppo sanguigno umano sono glicoproteine e glicolipidi espressi non solo sulla superficie dei globuli rossi ma anche da una varietà di tessuti umani, tra cui l'epitelio, i neuroni sensoriali, le piastrine e l'endotelio vascolare.
Prove crescenti indicano che il gruppo sanguigno è implicato nello sviluppo di numerose malattie umane, tra queste vi sono prove del ruolo del sistema AB0 nello sviluppo di eventi trombotici correlati ad eventi cardiovascolari e neoplastici. Ciò insieme a prove che gli individui del gruppo 0 sono meno suscettibili all'infezione da SARS-CoV-2 rispetto a quelli degli altri gruppi.
In dettaglio il sistema AB0 interagisce con diverse patologie, tra queste con le malattie infettive, malattie cardiovascolari, malattie oncologiche.
| Categoria                | Malattia                                   | Associazione con AB0                                                                  |
| ------------------------ | ------------------------------------------ | ------------------------------------------------------------------------------------- |
| Malattie infettive       | Malaria                                    | Il gruppo 0 protegge dalla malaria severa                                             |
| Malattie infettive       | Ulcera da H. pylori                        | 0 Leb è associato con l'infezione da H. pylori                                        |
| Malattie infettive       | Gastroenteriti da Norovirus                | Il gruppo 0 è associato con l'infezione da norovirus                                  |
| Malattie infettive       | Colera                                     | Il gruppo 0 associato con l'infezione severa di colera                                |
| Malattie infettive       | Infezione da E. coli                       | Il gruppo 0 associato con l'infezione severa di gastroenteriti da E. coli             |
| Cancro                   | Adenocarcinoma pancreatico                 | Il gruppo 0 è associato con un effetto protettivo il cancro pancreatico               |
|                          | Cancro gastrico                            | Il gruppo A è associato con un incremento del rischio per il cancro gastrico          |
| Malattie cardiovascolari | Trombosi cerebrale                         | l gruppi non 0 sono associati ad un incremento del rischio per tromboembolismo venoso |
| Malattie cardiovascolari | Infarto miocardico, ipertensione arteriosa | Il gruppo 0 protegge da MI e PAD                                                      |
| Altre                    | Demenza                                    | Il gruppo AB è associato con l'incidenza di demenza                                   |
| Altre                    | Malattia di Parkinson                      | Il gruppo B è associato con la malattia di Parkinson                                  |